# Schefflera apiculata
Schefflera apiculata là một loài thực vật có hoa trong Họ Cuồng cuồng. Loài này được (Miq.) R.Vig. miêu tả khoa học đầu tiên năm 1909.